# Himesh Patel
Himesh Jitendra Patel (Huntingdon, 13 de outubro de 1990) é um ator, escritor e produtor cinematográfico britânico.